# Anisodes megista
Anisodes megista är en fjärilsart som beskrevs av Druce 1892. Anisodes megista ingår i släktet Anisodes och familjen mätare. Inga underarter finns listade i Catalogue of Life.